# Alburquerque (Bohol)
Alburquerque è una municipalità di quinta classe delle Filippine, situata nella Provincia di Bohol, nella Regione del Visayas Centrale.
Alburquerque è formata da 11 baranggay:
- Bahi
- Basacdacu
- Cantiguib
- Dangay
- East Poblacion
- Ponong
- San Agustin
- Santa Filomena
- Tagbuane
- Toril
- West Poblacion